# Flurbiprofène
Le flurbiprofène est un composé chimique utilisé en pharmacie. C'est un inhibiteur de la cyclooxygénase. Ses propriétés anti-inflammatoires (AINS) dérivées de l'acide phénylalkanoïque traitent l'inflammation et la douleur, et sont utilisées pour lutter contre l'arthrite.
En France, des spécialités pharmaceutiques en contiennent comme principe actif dans des pastilles contre les maux de gorge.
Un des énantiomères (le tarenflurbil [(R)-flurbiprofène]) est actuellement[Quand ?] dans des essais cliniques[Lesquels ?] pour le traitement de cancer de la prostate métastatique.

## Historique
Le flurbiprofène est un dérivé de l’acide propanoïque synthétisé pour la première fois dans les années 1960. Sa première mention, sous le nom d’acide 2-(2-fluoro-4-biphénylyl)propionique, est dans un brevet déposé en 1969 par le Dr Stewart Adams du laboratoire Boots UK et publié en 1973 . Ce brevet mentionne les activités anti-inflammatoire, analgésique et antipyrétique de la molécule.
En 1972, une étude clinique évalue l’efficacité du flurbiprofène comme traitement de l’arthrite rhumatoïde. Les résultats indiquent que ce principe actif semble bien toléré et non toxique pour les patients pour une prise de courte durée. L'effet du flurbiprofène est supérieur à celui obtenu par un placebo lors d'une étude en double aveugle. Il est ensuite commercialisé pour la première fois en Angleterre en 1977 par le laboratoire Boots UK sous le nom de Froben.
En 1979, le laboratoire Boots UK commercialise le Froben en France mais ce n'est plus le cas de nos jours puisque l'autorisation de mise sur le marché de ce produit est abrogée.
Deux médicaments sont toujours commercialisés en France et sont prescrits pour traiter les rhumatismes, l’arthrose, les lombalgies et les règles douloureuses. On trouve le flurbiprofène en France sous le nom de Cebutid que distribue l'entreprise Boots Dacour dès 1978, qui vend ses droits en 1995 à BASF, droits acquis par la suite par Shire France SA en 1999 et rachetés en 2007 par Almirall SAS. Le laboratoire Théramex, racheté en 2010 par Teva Pharmaceutical Industries, commercialise cette molécule sous la dénomination Antadys dès 1984.
On peut retrouver sur le marché des pastilles contenant du flurbiprofène pour lutter contre les maux de gorge, notamment le Strefen mis sur le marché par Boots UK en 2000. Le laboratoire Reckitt Benckiser en a racheté les droits en 2006.

## Synthèse

### Synthèse historique
La synthèse historique, décrite par Stewart Adams (en), consiste en plusieurs étapes. Elle commence par une réaction de Willgerodt-Kindler avec un mélange de 3-acétyl-2-fluorobiphényl [1] et de morpholine [2] le tout chauffé à reflux. Une réaction de déshydratation donne le composé [3], puis le composé [4] après ajout de soufre. Des réarrangements donnent successivement les composés [5], [6] et [7]. Le composé [7] est en équilibre avec sa forme tautomère, le thiomorpholide [8].

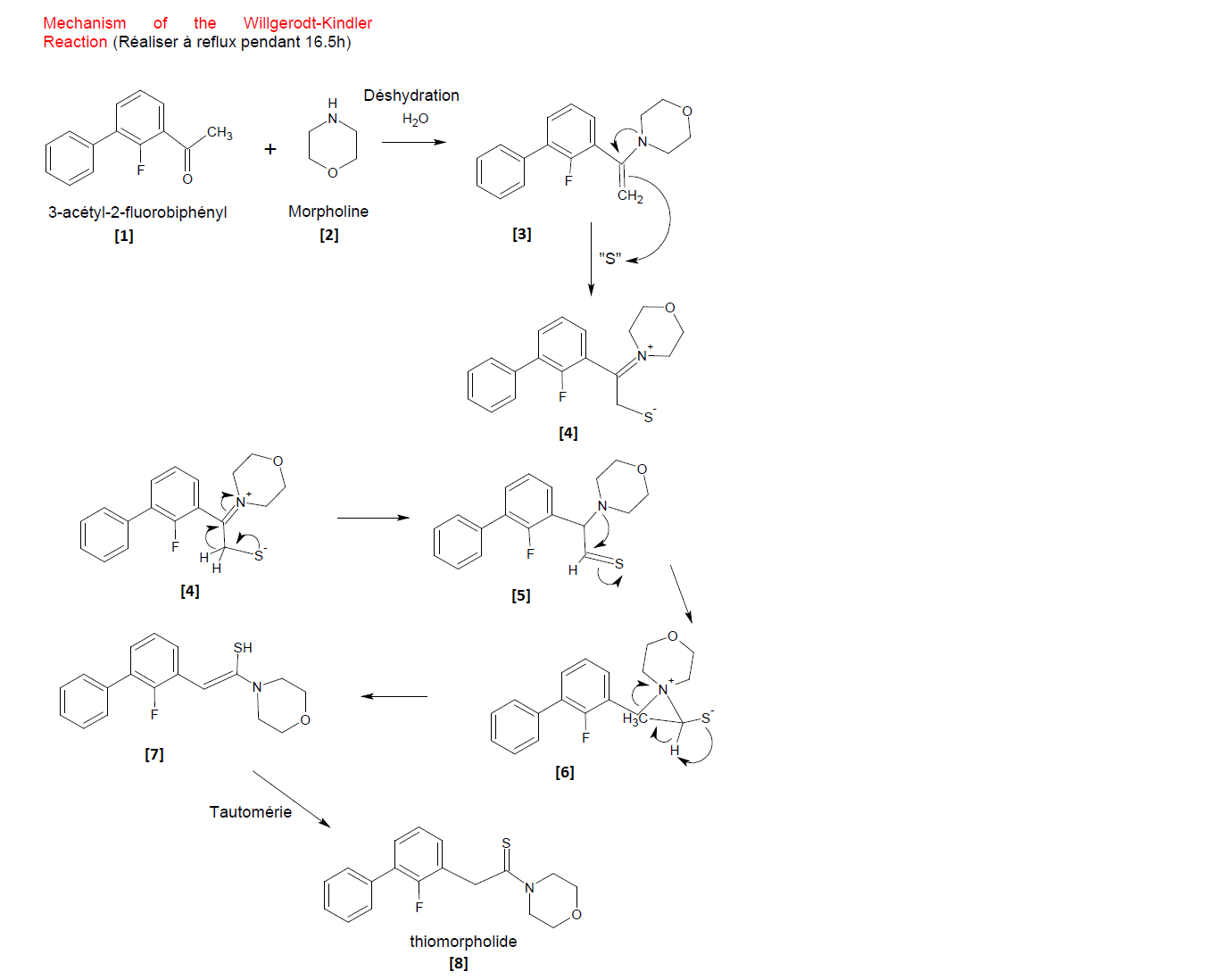
Réaction de Willgerodt-Kindler permettant la synthèse d'un thiomorpholide, intermédiaire de la synthèse du flurbiprofène

Ce thiomorpholide [8] est hydrolysé en milieu acétique par chauffage à reflux [9]. Un précipité d’acide (2-fluoro-4-biphénylyl)acétique [10] est collecté. Une réaction d'estérification de l’acide [10] permet ensuite l'obtention du (2-fluoro-4-biphénylyl)acétate d’éthyle [11]. Cet ester est mis en présence d’éthanolate de sodium qui donne l'ester pour générer le carbanion correspondant [12]. Ce dernier agit alors comme un nucléophile dans une réaction d’addition-élimination avec du carbonate de diéthyle pour donner la malonate [13], qui est déprotoné à l'aide d’éthanolate de sodium. Le carbanion correspondant [14] réagit alors avec du sulfate de diméthyle pour donner le composé méthylé [15]. La malonate [15] subit ensuite une double réaction de saponification en milieu acide pour fournir le dérivé d'acide malonique [16], qui est décarboxylé en acide 2-(2-fluoro-4-biphénylyl)propionique [17], aussi appelé flurbiprofène.

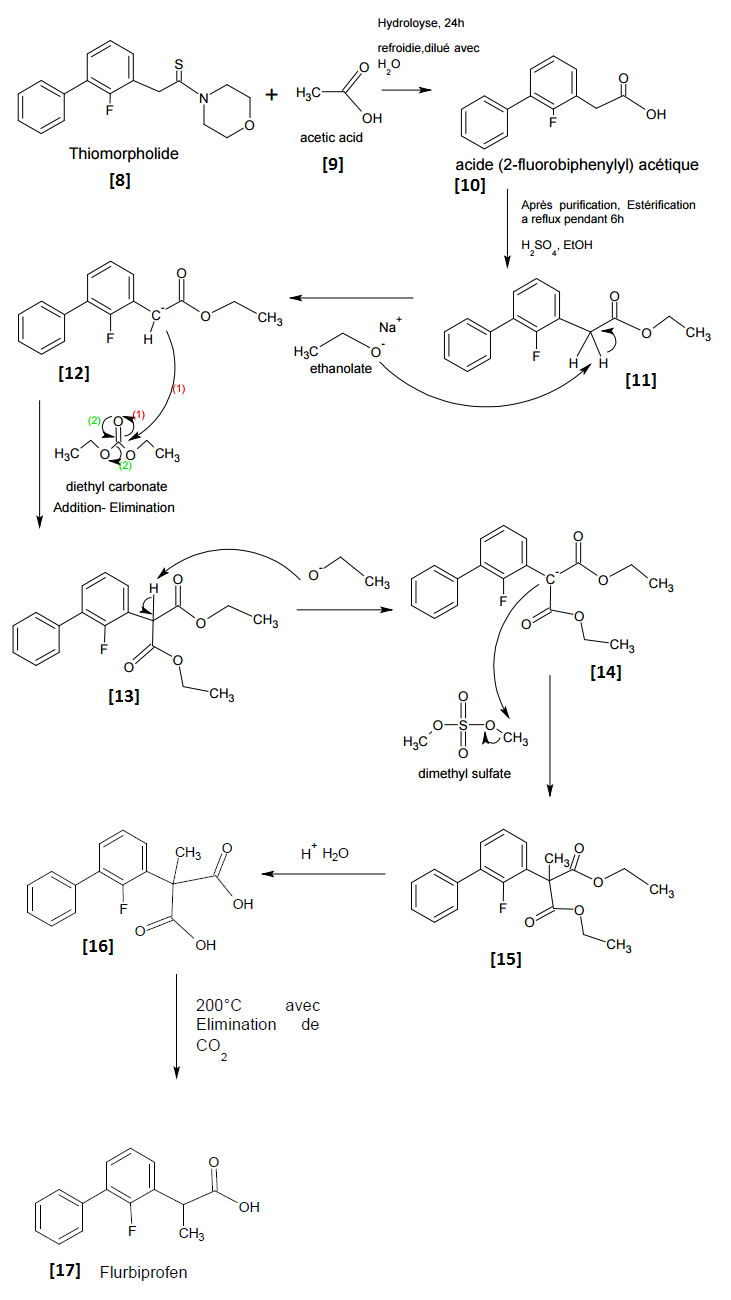
Synthèse du flurbiprofène à partir de la thiomorpholide précédente

### Synthèse racémique
Du bromure de (3-fluoro-4-phényl)phényle [1] est traité par du magnésium pour donner l'organomagnésien correspondant.  Cet organomagnésien attaque le propanal lors d'une addition nucléophile et la fonction alcoolate secondaire ainsi formée est oxydée par de l’acide chromique pour donner de la 3-fluoro-4-phényl propiophénone [2]. L’énamine [3] est ensuite obtenue par action de pyrrolidine sur la cétone [2]. Le composé [3] est ensuite traité par de l’azoture de diphénylphosphoryle (DPPA) pour donner une amidine phosphorylée [4]. Cette amidine est hydrolysée par de l’hydroxyde de potassium pour donner rac-flubiprofène [5], le flurbiprofène racémique.

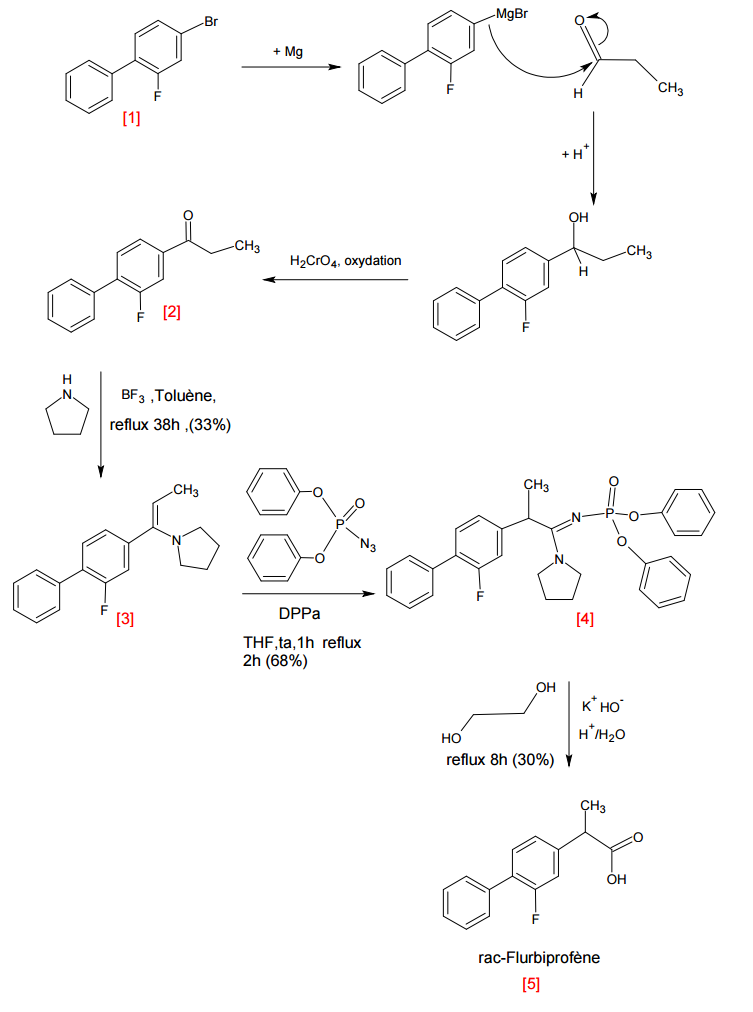
Synthèse du flurbiprofène racémique

## Mécanisme d'action
Le flurbiprofène, comme la plupart des AINS, est un inhibiteur réversible de la cyclooxygénase, et plus particulièrement de COX-1 et de COX-2. La molécule, non sélective, se fixe indifféremment sur les deux enzymes avec une liaison identique : elle s’engage dans le canal hydrophobe et effectue une liaison ionique entre son groupement carboxylate COO− et l’amine de Arg120 des enzymes, maintenue sous forme NH3+. De plus, il y a formation d’une liaison hydrogène entre le groupement carboxylate du flurbiprofène et Tyr355. Le groupement fluorophényle de la molécule crée des interactions de type Van der Waals avec la chaîne principale de Gly526 et de Ala527. Enfin, il y a des interactions entre le cycle du phényle du flurbiprofène et Ser530,.
Le ligand naturel est l'acide arachidonique, qui sert de second messager dans la signalisation cellulaire. Il se détache de la membrane et s’engage dans le canal hydrophobe de COX pour être transformé en prostaglandine G2, puis en prostaglandine H2. La conséquence est une augmentation de l’inflammation.
Lors de la prise d’un médicament à base de flurbiprofène, le principe actif se loge dans la poche hydrophobe et empêche la fixation de l’acide arachidonique, ce qui permet de bloquer l’inflammation.